# Lenoir (Carolina del Norte)
Lenoir es una ciudad ubicada en el condado de Caldwell en el estado estadounidense de Carolina del Norte. Es sede del condado de Caldwell. En el año 2000 la localidad tenía una población de 16.793 habitantes en una superficie de 42,9 km², con una densidad poblacional de 391,4 personas por km².

## Geografía
Lenoir se encuentra ubicada en las coordenadas 35°54′30″N 81°31′48″O / 35.90833, -81.53000. Según la Oficina del Censo, la localidad tiene un área total de 42,9 km² (16,6 mi²), de la cual 42,9 km² (16,6 mi²) es tierra y 0 km² (0 mi²) (0.0%) es agua.

### Localidades adyacentes
El siguiente diagrama muestra a las localidades en un radio de 12 kilómetros (7,5 mi) de Lenoir.

## Demografía
En el 2000 la renta per cápita promedia del hogar era de $29.369, y el ingreso promedio para una familia era de $37.280. El ingreso per cápita para la localidad era de $16.697. En 2000 los hombres tenían un ingreso per cápita de $26.122 contra $21.895 para las mujeres. Alrededor del 13.40% de la población estaba bajo el umbral de pobreza nacional.

## Premios
Lenoir recibió el premio nacional de All-American City en 2008.